# Aplasta ononaria
Pour les articles homonymes, voir Phalène.
Genre
Espèce
La Phalène de l'arrête-bœuf (Aplasta ononaria) est un lépidoptère (papillon) de la famille des Geometridae, de la sous-famille des Geometrinae. Il est la seule espèce du genre monotypique Aplasta.
On le trouve du sud de l'Europe à l'Anatolie et de l'Angleterre aux États baltes.
L'imago a une envergure de 26 à 31 mm. Il vole de juin à septembre selon les endroits.
Sa larve se nourrit sur les Ononis.